# Monomorium areniphilum
Monomorium areniphilum är en myrart som beskrevs av Santschi 1911. Monomorium areniphilum ingår i släktet Monomorium och familjen myror. Inga underarter finns listade i Catalogue of Life.

## Bildgalleri

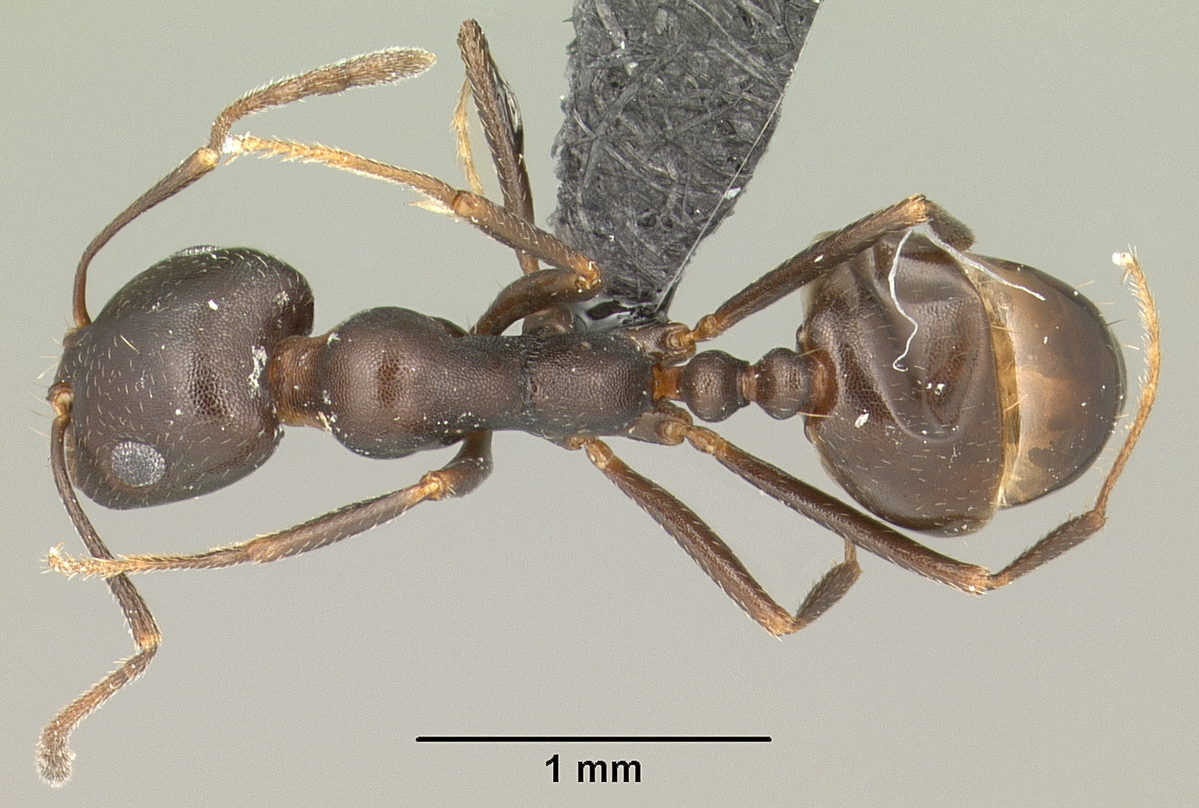
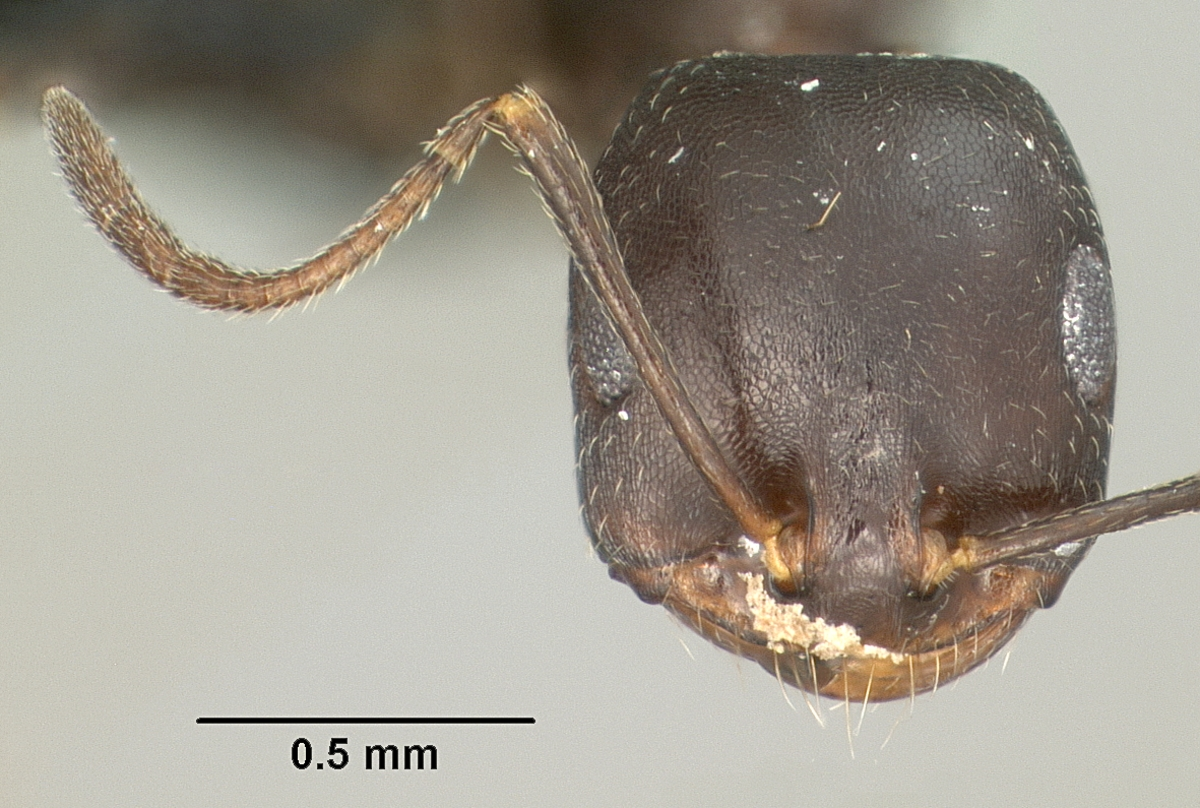
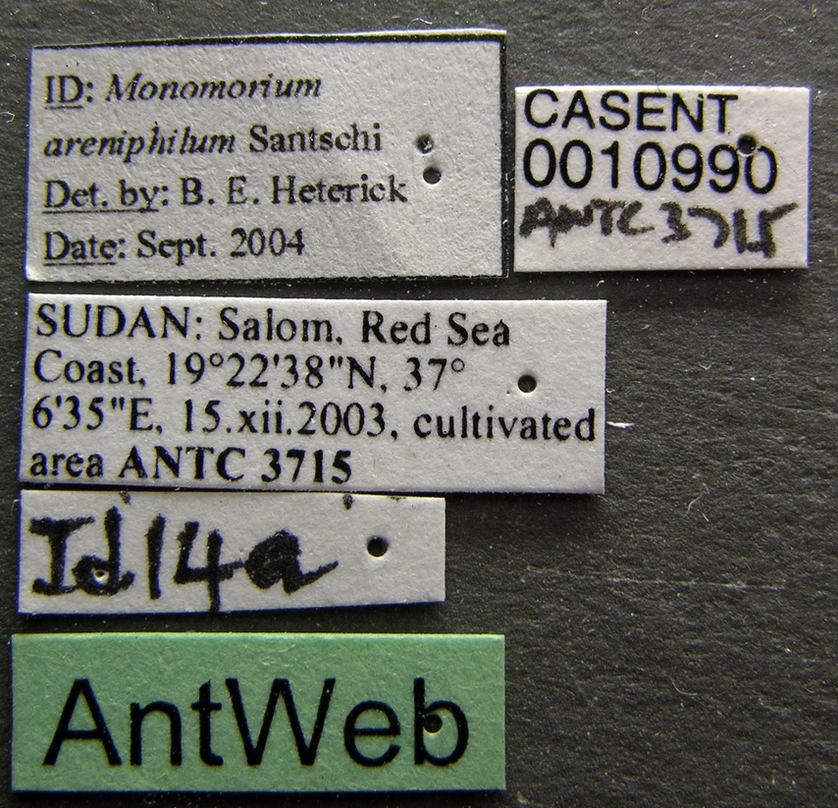
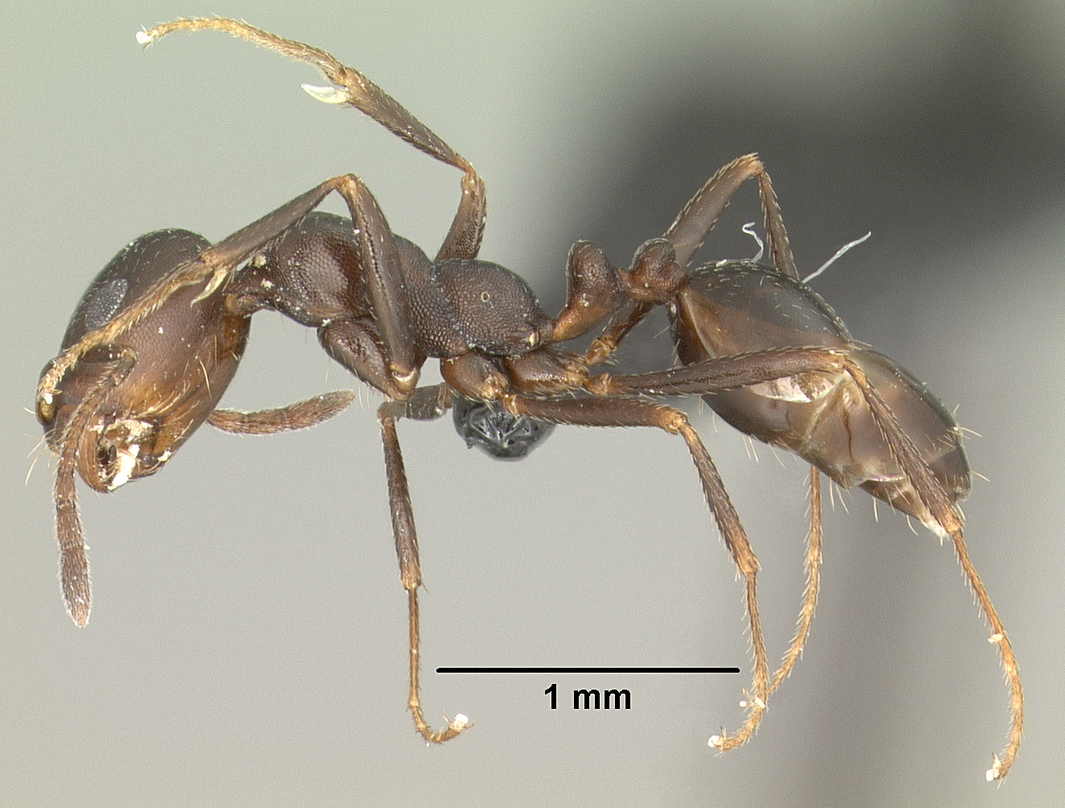
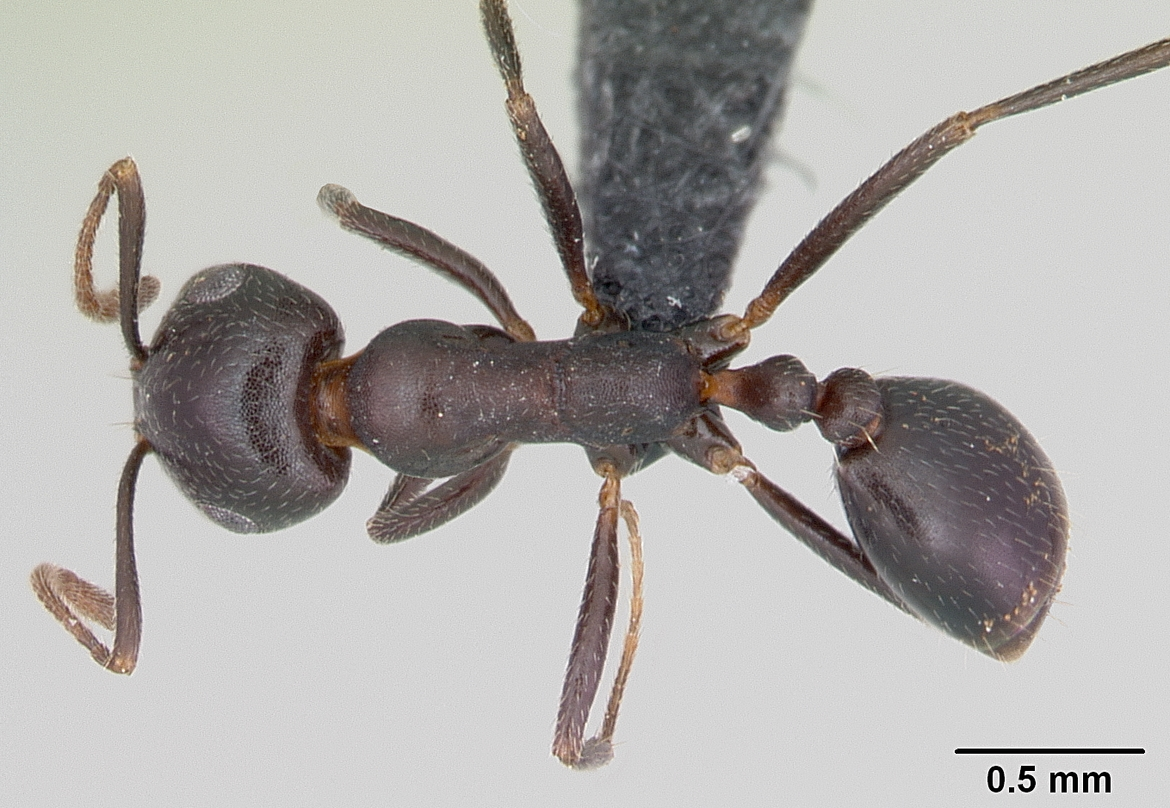
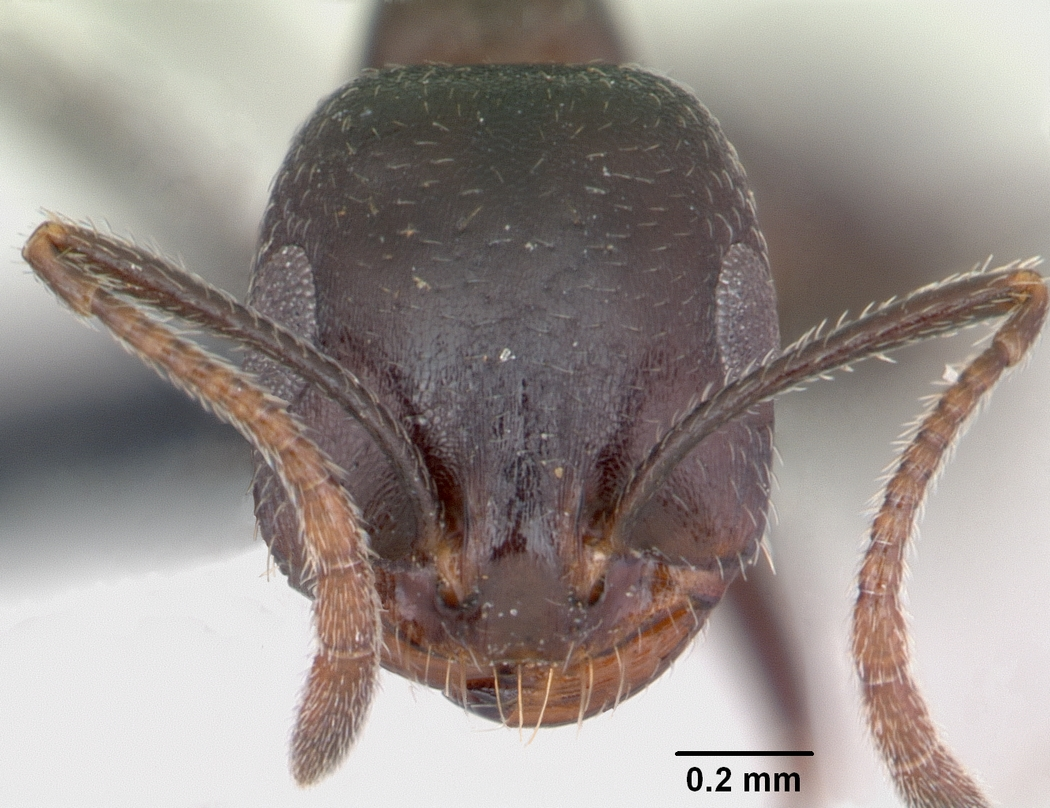